# 5855 Yukitsuna
5855 Yukitsuna è un asteroide della fascia principale. Scoperto nel 1992, presenta un'orbita caratterizzata da un semiasse maggiore pari a 2,5527047 au e da un'eccentricità di 0,1544617, inclinata di 15,50422° rispetto all'eclittica
L'asteroide è dedicato al comandante militare giapponese Yukitsuna Minamoto.